# Kloster Aduard
Das St.-Bernardus-Kloster in Aduard ist eine ehemalige Zisterzienser-Abtei etwa acht Kilometer nordwestlich von Groningen, Niederlande.

## Geschichte
Das Kloster wurde 1192 vom Kloster Klaarkamp (bei Dokkum) gegründet. Vom Kloster Aduard ging 1231 die Gründung des Klosters Ihlow in Ostfriesland aus. 1259 wurde vom Kloster Aduard das zunächst noch in Menterna gelegene Kloster Termunten (zuvor ein Benediktiner-Doppelkloster) übernommen. Kloster Aduard galt einst als das reichste, größte und berühmteste Kloster in den nördlichen Niederlanden. Seit 1245 bestand eine Klosterschule. Am Ende des 14. Jahrhunderts ließ die Disziplin vorübergehend nach, erholte sich aber wieder. In der Blütezeit des Klosters unter Abt Henricus van Rees in der zweiten Hälfte des 15. Jahrhunderts lebten etwa 300 Mönche in Aduard. Sie spielten eine bedeutende Rolle bei der Urbarmachung des Landes. Im Zuge der Reformationskämpfe ging das Kloster unter. 1580 wurden die Gebäude einschließlich der wertvollen Bibliothek nach einem Überfall der Geusen durch einen Brand vernichtet. Die Mönche flohen in ihr Stadthaus in Groningen. Die verlassenen Klostergebäude dienten den Bewohnern des Umlands bald als Steinbruch. Die Aufhebung des Klosters soll 1594 erfolgt sein. Der letzte Abt starb 1613. Das ehemalige Klostergelände ist in etwa mit dem Dorfkern des heutigen Aduard identisch.

## Anlage und Bauten

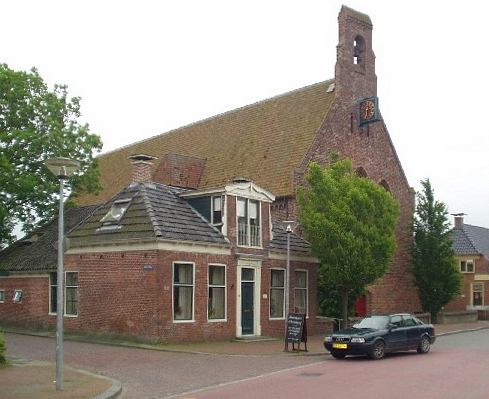
Hospitium

Die erste, wohl unmittelbar nach der Gründung erbaute Abteikirche wurde zwischen 1240 und 1263 durch einen zweiten, vergrößerten Kirchenbau ersetzt. Diese Kirche hatte, wie Ubbo Emmius detailliert berichtet und Ausgrabungen von 1939 bis 1941 bestätigten, eine Länge von etwa 83 m und eine Querschiffsbreite von 40 m. Es handelte sich um eine dreischiffige Anlage mit fünf Langhausjochen, einem ausladenden Querhaus mit je zwei rechteckigen Kapellen im Osten und einem Umgangschor mit sieben halbrunden Chorkapellen nach dem Plan von Kloster Clairvaux. Südlich der Kirche lag der Klosterhof mit dem Kreuzgang. Erhalten ist das von 1917 bis 1928 restaurierte Hospitium, ein sehr großer und langgestreckter, an den Langseiten zweigeschossig gegliederter Backsteinsaal mit Spitzbogen- und Blindfenstern und einem hölzernen Tonnengewölbe aus der Zeit um 1300, das heute als reformierte Kirche genutzt wird.

### Buchstabenpflaster
Ein Teil des ursprünglichen Fußbodens aus glasierten Ziegeln ist erhalten. Darunter finden sich auch aus dem frühen 14. Jahrhundert stammende Pflasterziegel, die mit jeweils einem Buchstaben gestempelt wurden und zu ganzen Texten verlegt wurden. Derartige mittelalterliche Buchstabenziegel können als eine Frühform des Drucks mit beweglichen Lettern angesehen werden.